# 天馬虎主戰坦克
天馬號坦克是改進自蘇聯T-62的北韓自產第二代坦克，是1970年代末朝鮮民主主義人民共和國继金日成68號戰車后研发的新一代主战坦克。
早期天馬號坦克是北韓利用進口的T-62零件組裝而成，也有由蘇聯解體後流出的生產機具，朝鮮方面認為T-62防空能力不足，為加強防空能力就將T-62原配備的12.7毫米DShK高射重機槍改為14.5毫米口徑KPV高射重機槍來代替。
需要指出的是「天馬號」的韓語讀音「CHONMAHO」，其中的（HO）有「號」和「虎」的意思，所以，「天馬號」又可譯為「天馬虎」。天馬號坦克被誤會有天馬一到五型，天馬92被西方國家稱為「M-1992」。不過近年來隨着金正恩主政後多次公開舉辦閱兵展示，加上新成立的平壤軍事博物館也釋出了部分信息，才逐漸有朝鮮坦克較準確信息流出。

## 發展
在1970年代，北韓向蘇聯索討新型主力戰車軍援時，雖然北韓屬意的是當時剛量產的T-72主力戰車，但是蘇聯並不希望在北韓軍援項目中投資這項目，因此在1976年提供了500輛T-62給朝鮮人民軍。
在1980年代，蘇聯將T-62的生產資料技轉給北韓，因此從1980年代開始在藉由從蘇聯進口的零附件與國內研發，北韓掌握了T-62的國產能力。此後北韓也獲得了T-62M等後續改良型的資料，並以相關的技術繼續改良天馬號。因此天馬號的量產版本持續進行改良。

## 動力系統
發動機有兩種型式，一種是繼續沿用T-62原來的V-55-5發動機，某些是比照T-62M換裝功率更大的V-46-5M柴油引擎。

## 主要型號

### 天馬-76
為蘇聯T-62的授權生產版，又稱天馬一號，T-62M授權生產版本則稱為天馬一號/M。這個版本與原版T-62的主要差別是防空機槍更換為更大口徑的KPVT重機槍。天馬號早期量產型主要外銷給伊朗`。但是在量產初期北韓的製造品管有重大瑕疵，伊朗給予這批戰車極低劣的評價。此版本的品管問題直到1980年代才逐步解決。

### 天馬-92
天馬-92（或稱天馬二號）第一次出現的時間是在1992年北韓閱兵式，但實際研發時間在1980年代末至1990年代初。因大韓民國的88式戰車問世，受到主要假想敵進化刺激了朝鮮人民軍改良天馬號的企圖。從某種意義上，天馬92才勉強是北韓根據自己需求自行研製的T-62改進型。
天馬-92的技術基礎上為T-62M，換用了輸出動力750匹馬力的V-46柴油引擎。北韓從巴基斯坦取得85式主战坦克使用的焊接砲塔技術，汰換了原先蘇聯的鑄造龜殼型砲塔。因此在外觀上天馬號92與T-62有很大的差異，但內部設計與傳動系統部分大致仍沿襲T-62M。由於原先的機械瞄準具性能已不符現代裝甲作戰，因此天馬92在主砲上方增裝雷射測距儀，射手也加裝了彈道計算機。但主炮穩定裝置並無更新，因此仍無法實施穩定的行進間射擊能力。其炮塔的側後有加裝爆炸式反應裝甲，在炮塔側面加上2排煙幕彈發射器，炮塔前部左右各安裝2排，總共16個，車體兩側加上側裙裝甲，側裙裝甲上可以加裝爆炸式反應裝甲。

### 天馬-98
天馬-98（或稱天馬三號）是在天馬-92的基礎上強化防護力。主要改良點是增加了爆炸反應裝甲的數量。

### 天馬-214
“主体90年式中型坦克” - 天馬-214被外界稱為天馬五號，採用移植自俄羅斯T-72主戰坦克的2A46125毫米滑膛炮，並未加裝自動裝彈機，所以天馬214仍是有裝填手的4人坦克，在炮塔前部以複合裝甲包覆，車體正面加裝類似T-80U的裙板。

### 天馬-215
“主体92年式中型坦克” - 天馬-215被外界稱為天馬六號，韓國又稱其為暴風虎或暴風號。天馬-215的坦克發展計畫出現在美國國防部2002年7月公開發表的一份報告裏面。該新型坦克是由位於咸鏡南道新興郡坦克廠研製的，於2002年2月16日完成全部的測試，按照該公開發表的報告，朝鮮研製的這種新型主戰坦克的實際性能“幾乎相當於俄羅斯在1990年早期研製的T-90主戰坦克”。天馬-215變化最大的就是車體經過加長，並增加了一對負重輪和三對托帶輪，同時車體也變得更重。

### 天馬-216
「主体93年式中型坦克」 - 天馬-216是上一款215型的成熟化版本，在前者的基礎上，增強了發動機的馬力，升級了底盤的懸掛系統，使其具有更強的機動性。車上還加裝了風向傳感器、大氣傳感器、激光警報器，炮塔兩側還各有一具單排四聯煙幕彈發射器。通常情況下天馬-216的炮塔上還加裝兩具SA-16便攜式防空導彈，主要用來針對空中直升機的威脅，還有兩枚仿蘇聯AT-4的「火鳥」2型反坦克導彈，能快速應對敵方坦克，而且這兩種武器都可以在車內遙控發射。

### 先軍-915
2009年，朝鮮又生產了全新的先軍-915。這個型號雖然在大體外形上還有點天馬系列的特征，但先軍-915比天馬系列綜合能力要更強。因為先軍-915在設計上吸收了蘇聯T-72M1的技術。武器方面配備了一門仿蘇聯2A46的125毫米滑膛炮，動力系統改為一臺擁有1200馬力的柴油發動機，光是在火力和機動上就比天馬系列高出不少。先軍-915的車內設備也經過升級，比如新式的激光測距儀、新式的彈道計算機、TSH2SM-41U型瞄準鏡、潛望式主動紅外夜視瞄準鏡、火炮雙向穩定器、以及各類傳感器等。先軍-915的炮塔也經過了重新設計，不僅防護性更強，尺寸也更大，就像羅馬尼亞的TR85坦克的炮塔那樣。先軍-915的炮塔上也增加了新式的反應裝甲，並且像天馬系列那樣，在炮塔上增加了便攜式防空導彈和反坦克導彈，在車內都可遙控發射。

## 使用國家
- ：470輛在80年代交付（原型車則是1976年），現有1200輛以及500輛左右的T-62升級型。
- 伊朗：150輛，1981年訂購，1982～1985年之間交付完畢。